# Don May
Donald John Maio (nascido em 3 de janeiro de 1946 em Dayton, Ohio) é um jogador americano de basquete aposentado.
Pela Universidade de Dayton, maio jogou sete temporadas (1968-1975) no National Basketball Association como um membro do New York Knicks, Buffalo Braves, Atlanta Hawks, Philadelphia 76ers, e Kansas City-Omaha Kings. Sua média é de 8,8 pontos por jogo em sua Carreira, e ganhou um campeonato com o Nova Iorque em 1970.